# Temporada 2011 del Campeonato de Fórmula Dos de la FIA
La temporada 2011 del Campeonato de Fórmula Dos de la FIA fue la tercera edición de dicho campeonato. Empezó el 16 de abril en Silverstone y finalizó el 30 de octubre en Barcelona. Mirko Bortolotti fue el campeón de la temporada, después de haber finalizando en el podio en todas las carreras menos en dos. Christopher Zanella terminó segundo y Ramón Piñeiro tercero.

## Pilotos
| N.º | Piloto               | Rondas    |
| --- | -------------------- | --------- |
| 2   | James Cole           | Todas     |
| 3   | Armaan Ebrahim       | 1–6       |
| 4   | Mirko Bortolotti     | Todas     |
| 5   | Alex Brundle         | Todas     |
| 6   | Miki Monrás          | Todas     |
| 8   | Plamen Kralev        | Todas     |
| 9   | Mihai Marinescu      | Todas     |
| 10  | Max Snegirev         | Todas     |
| 11  | Jack Clarke          | Todas     |
| 12  | Kelvin Snoeks        | Todas     |
| 13  | José Luis Abadín     | 1–3, 5, 8 |
| 14  | Jolyon Palmer        | 4         |
| 15  | Ramón Piñeiro        | Todas     |
| 16  | Mikkel Mac           | Todas     |
| 17  | Will Bratt           | 1–4       |
| 18  | Tobias Hegewald      | Todas     |
| 19  | Christopher Zanella  | Todas     |
| 20  | Julian Theobald      | 1–4, 6–7  |
| 21  | Thiemo Storz         | Todas     |
| 22  | Johannes Theobald    | 1–4, 6    |
| 22  | Jonathan Kennard     | 8         |
| 23  | Jon Lancaster        | 2         |
| 24  | Tom Gladdis          | 1         |
| 25  | René Binder          | 6         |
| 26  | Luciano Bacheta      | 6–7       |
| 28  | Benjamin Lariche     | Todas     |
| 30  | Sung-Hak Mun         | Todas     |
| 33  | Parthiva Sureshwaren | 1, 3–8    |
| 42  | Jordan King          | 3–5       |
| 77  | Natalia Kowalska     | 1–2       |
| 88  | Fabio Gamberini      | 4         |

## Calendario
| Prueba | Prueba    | Circuito                      | País        | Fecha         |
| ------ | --------- | ----------------------------- | ----------- | ------------- |
| 1      | Carrera 1 | Silverstone Circuit           | Reino Unido | 16 de abril   |
| 1      | Carrera 2 | Silverstone Circuit           | Reino Unido | 17 de abril   |
| 2      | Carrera 1 | Circuit de Nevers Magny-Cours | Francia     | 14 de mayo    |
| 2      | Carrera 2 | Circuit de Nevers Magny-Cours | Francia     | 15 de mayo    |
| 3      | Carrera 1 | Circuit de Spa-Francorchamps  | Bélgica     | 25 de junio   |
| 3      | Carrera 2 | Circuit de Spa-Francorchamps  | Bélgica     | 26 de junio   |
| 4      | Carrera 1 | Nürburgring                   | Alemania    | 2 de julio    |
| 4      | Carrera 2 | Nürburgring                   | Alemania    | 3 de julio    |
| 5      | Carrera 1 | Brands Hatch                  | Reino Unido | 23 de julio   |
| 5      | Carrera 2 | Brands Hatch                  | Reino Unido | 24 de julio   |
| 6      | Carrera 1 | Red Bull Ring                 | Austria     | 27 de agosto  |
| 6      | Carrera 2 | Red Bull Ring                 | Austria     | 28 de agosto  |
| 7      | Carrera 1 | Autodromo Nazionale Monza     | Italia      | 1 de octubre  |
| 7      | Carrera 2 | Autodromo Nazionale Monza     | Italia      | 2 de octubre  |
| 8      | Carrera 1 | Circuit de Catalunya          | España      | 29 de octubre |
| 8      | Carrera 2 | Circuit de Catalunya          | España      | 30 de octubre |

## Resultados

### Campeonato de Pilotos
| Pos. | Piloto               | SIL | SIL | MAG | MAG | SPA | SPA | NÜR | NÜR | BRH | BRH | RBR | RBR | MON | MON | CAT | CAT | Puntos |
| ---- | -------------------- | --- | --- | --- | --- | --- | --- | --- | --- | --- | --- | --- | --- | --- | --- | --- | --- | ------ |
| 1    | Mirko Bortolotti     | 1   | 2   | 6   | 3   | 2   | 1   | 1   | 1   | 5   | 2   | 2   | 2   | 2   | 1   | 1   | 1   | 298    |
| 2    | Christopher Zanella  | 7   | 3   | 1   | 1   | 3   | 2   | 2   | 3   | 6   | 7   | 12  | 4   | 5   | 6   | 6   | 7   | 189    |
| 3    | Ramón Piñeiro        | 5   | 11  | 5   | 9   | 7   | 12  | 14  | 10  | 2   | 1   | 1   | 1   | 4   | 2   | 3   | 2   | 185    |
| 4    | Miki Monrás          | 3   | 1   | 4   | 4   | 9   | 4   | 4   | 8   | 4   | 9   | Ret | 11  | 17  | 3   | 2   | 4   | 153    |
| 5    | Mihai Marinescu      | 4   | 5   | Ret | 5   | 8   | 5   | Ret | 11  | Ret | 4   | 3   | 3   | 1   | Ret | 5   | 3   | 138    |
| 6    | Tobias Hegewald      | 6   | 4   | 2   | 8   | 4   | Ret | 12  | 4   | 3   | 5   | 15  | 6   | 6   | 9   | 4   | 11  | 121    |
| 7    | Alex Brundle         | 19  | Ret | 3   | 2   | 5   | 7   | Ret | 5   | Ret | 17  | 4   | Ret | 3   | 4   | 8   | 5   | 112    |
| 8    | Jack Clarke          | 8   | 6   | 13  | 10  | 19  | 6   | 3   | 7   | 1   | 3   | 5   | Ret | 8   | 7   | 7   | 9   | 110    |
| 9    | Will Bratt           | 2   | DSQ | 8   | 7   | 1   | 3   | 7   | 2   |     |     |     |     |     |     |     |     | 92     |
| 10   | Kelvin Snoeks        | Ret | 8   | 10  | Ret | 10  | 9   | 6   | 19  | Ret | Ret | Ret | 5   | 11  | 8   | 9   | 6   | 40     |
| 11   | Mikkel Mac           | 12  | 9   | 15  | 12  | 11  | 14  | 8   | 6   | 13  | 11  | Ret | 9   | 9   | 11  | 10  | 8   | 23     |
| 12   | Thiemo Storz         | 14  | 14  | 9   | 15  | 6   | 10  | 9   | 15  | Ret | Ret | Ret | 14  | 7   | Ret | 11  | 16  | 19     |
| 13   | Luciano Bacheta      |     |     |     |     |     |     |     |     |     |     | 7   | 10  | 10  | 5   |     |     | 18     |
| 14   | Jordan King          |     |     |     |     | 17  | 8   | 5   | 9   | Ret | 10  |     |     |     |     |     |     | 17     |
| 15   | Armaan Ebrahim       | 11  | 7   | 12  | Ret | 13  | 20  | 15  | 13  | 9   | 6   | 14  | Ret |     |     |     |     | 16     |
| 16   | Benjamin Lariche     | 13  | 10  | 11  | 13  | 20  | Ret | 13  | 12  | Ret | 8   | 8   | 8   | 13  | 10  | 13  | 10  | 15     |
| 17   | Jon Lancaster        |     |     | 7   | 6   |     |     |     |     |     |     |     |     |     |     |     |     | 14     |
| 18   | Max Snegirev         | 9   | Ret | 16  | 14  | 14  | 13  | 11  | 18  | 7   | Ret | 11  | 7   | 16  | Ret | 12  | 12  | 14     |
| 19   | Julian Theobald      | 17  | Ret | 17  | Ret | 15  | 15  | 16  | Ret |     |     | 6   | 12  | Ret | Ret |     |     | 8      |
| 20   | James Cole           | 15  | 13  | 18  | 17  | 16  | 16  | 18  | 14  | 8   | 12  | 9   | 18  | 14  | 15  | 14  | 15  | 6      |
| 21   | Johannes Theobald    | Ret | 16  | 14  | 11  | 12  | Ret | 10  | Ret |     |     | Ret | 16  |     |     |     |     | 1      |
| 22   | José Luis Abadín     | 16  | 18  | Ret | 16  | 18  | 11  |     |     | 10  | 15  |     |     |     |     | 15  | 13  | 1      |
| 23   | Plamen Kralev        | Ret | 17  | Ret | 18  | Ret | 18  | 17  | 17  | 12  | 13  | 10  | 15  | 12  | 13  | 16  | 17  | 1      |
| 24   | Tom Gladdis          | 10  | 15  |     |     |     |     |     |     |     |     |     |     |     |     |     |     | 1      |
| 25   | Parthiva Sureshwaren | 18  | Ret |     |     | 21  | 19  | DNS | Ret | 11  | 14  | Ret | 17  | 15  | 14  | 17  | 14  | 0      |
| 26   | Sung-Hak Mun         | 20  | 19  | 19  | 19  | Ret | 17  | 19  | Ret | 14  | 16  | 13  | 19  | Ret | 12  | Ret | DNS | 0      |
| 27   | Natalia Kowalska     | Ret | 12  | Ret | 20  |     |     |     |     |     |     |     |     |     |     |     |     | 0      |
| 28   | René Binder          |     |     |     |     |     |     |     |     |     |     | 16  | 13  |     |     |     |     | 0      |
| 29   | Fabio Gamberini      |     |     |     |     |     |     | 20  | 16  |     |     |     |     |     |     |     |     | 0      |
| NC   | Jolyon Palmer        |     |     |     |     |     |     | DNS | DNS |     |     |     |     |     |     |     |     | 0      |
| Pos. | Piloto               | SIL | SIL | MAG | MAG | SPA | SPA | NÜR | NÜR | BRH | BRH | RBR | RBR | MON | MON | CAT | CAT | Puntos |

| Color     | Resultado                                                               |
| --------- | ----------------------------------------------------------------------- |
| Oro       | Ganador                                                                 |
| Plata     | 2.ª plaza                                                               |
| Bronce    | 3.ª plaza                                                               |
| Verde     | Finalizó en los puntos                                                  |
| Azul      | Finalizó sin puntos                                                     |
| Azul      | NC - No clasificado                                                     |
| Violeta   | Ret - No terminó (Carrera)                                              |
| Rojo      | DNQ - No se clasificó                                                   |
| Negro     | DSQ - Descalificado                                                     |
| Blanco    | DNS - No empezó (carrera)                                               |
| Blanco    | WD - Retirado (fin de semana)                                           |
| Blanco    | C - Carrera cancelada                                                   |
| Sin color | DNP - Inscrito pero no participó                                        |
| Sin color | INJ - Lesionado                                                         |
| Sin color | EX - Excluido                                                           |
| Estado    | Resultado                                                               |
| Negrita   | Pole position                                                           |
| Cursiva   | Vuelta rápida                                                           |
| †         | Abandona, pero clasifica al completar el porcentaje requerido para ello |